# Maisachweg 3
Der Maisachweg 3 ist ein zweigeschossiges ehemaliges Bauernhaus im Ortsteil Eismerszell der Gemeinde Moorenweis. Der Einfirsthof mit spätklassizistischer Haustür und Putzgliederungen ist unter der Nummer D-1-79-138-43 als Denkmalschutzobjekt in der Liste des Bayerischen Landesamtes für Denkmalpflege eingetragen.